# Lawrence Kubie
Lawrence Schlesinger Kubie (1896-1973) est un neurologue, psychanalyste et psychothérapeute américain connu notamment pour ses travaux sur l'hypnose.

## Thèses
Selon lui, l'hypnose n'est pas due à la suggestibilité, elle en est la cause.
Dès 1944, avec Sydney G. Margolin, il souligne que l'instauration des processus hypnotiques dépend d'une interaction subtile entre les processus psychophysiologiques et les processus psychodynamiques.
Sur le plan psychophysiologique c'est la diminution des stimuli afférents qui induit l'état hypnotique : l'immobilité relative réduit automatiquement l'amplitude et les variations de fréquence de tous les influx afférents kinesthésiques venus des membres et de toutes les adaptations posturales antigravité. La fixation des yeux sur un point, ou leur fermeture, réduit les afférences dues aux mouvements extra-oculaires. L'immobilisation de la tête et du cou réduit les afférences vestibulaires...

## Biographie
Dans ses articles de 1930 et 1941, Kubie propose la théorie des « circuits fermés réverbérants » comme possible soubassement neurophysiologique des névroses, qui fut reprise par Warren McCulloch. John Z. Young testa cette théorie sur le poulpe et ses travaux furent discutés lors de la 9e conférence Macy.
Kubie participe aux conférences Macy de 1942 à 1953. Lors des conférences, il remet sans cesse sur le tapis la question du siège de la notion d’inconscient et doit souvent affronter les autres participants. « Ou un événement se produit, ou il ne se produit pas » lui rétorque notamment Arturo Rosenblueth.
Kubie étudie l'hypnose de 1941 à 1969, notamment avec le psychiatre Richard Brickner (1896-1959). Kubie a joué un rôle très important pour faire connaître les travaux sur l'hypnose de Milton Erickson, avec qui il a cosigné plusieurs articles. C'est lui qui invite Erickson à la première des conférences Macy en 1942.

## Articles
- « Application théorique à certains problèmes neurologiques des propriétés d'ondes excitatrices se déplaçant à l'intérieur de circuits fermés », in Brain, 1930
- (en) « Repetitive Core of Neuroses », in Psychoanal. Quart., 1941
- (en) « The use of induced hypnagogic reveries in the recovery of repressed amnesic data », in Bull Menninger Clin, 7, 1943
- (en) « Communication between sane and insane : Hypnosis »  in Cybernetics: Transactions of the Eighth Conference; Josiah Macy, Jr. Foundation, New York (Heinz von Foerster, Margaret Mead, Hans Lukas Teuber), 1952
- (en) « Psychiatric and psychoanalytic considerations of the problem of consciousness » in J.F. Delafresnay (dir.) Brain mechanisms and consciousness, a symposium, Springfield, 1954
- « L'hypnotisme. Terrain de choix pour les recherches psychophysiologiques et psychanalytiques » in Arch. gen. Psychiat., 1961, repris dans Rev. Ned. Psychosom., 1963
- (en) « Theoretical aspects od sensory deprivation » in P. Solomon (dir.) Sensory deprivation: A symposium held at Harvard Medical School, 1961
- (en) « The concept of dream deprivation : A critical analysis », Psychosom. Med., 1962
- (en) « Missing and wanted : Heterodoxy in psychiatry and psychoanalysis : Editorial », J. nerv. ment. Dis., 1963
- (en) « The relation of psychotic disorganization to the neurotic process », L. Amer. psychoanal. Ass., 1967
- (en) « The nature of psychological change and its relation to cultural change », in B. Rothblatt (dir.), Changing perspectives on man, Chicago, 1968
- (en) « Multiple fallacies in the concept of schizophrenia », J. nerv. ment. Dis., 1971
- « L'illusion et la réalité dans l'étude du sommeil, de l'hypnose, de la psychose et du réveil », in The international Journal of Clinical and Experimental Hypnosis, 1972, repris dans Revue médicale psychosomatique, 2, 1976 et dans Léon Chertok (dir) Résurgence de l'Hypnose: une bataille de deux cents ans, 1984

Avec Milton H. Erickson
- (en) « The use of automatic drawing in the interpretation and relief of a state of acute obsessional depression », Psychoanalytic Quarterly, 7, 1938, p. 443-466
- (en) « The permanent relief of an obsessional phobia by means of communications with an unsuspected dual personality », Psychoanalytic Quarterly, 8, 1939, p. 471-509
- (en) « The translation of the cryptic automatic writing of one hypnotic subject by another in a trance-like dissociated state », Psychoanalytic Quarterly, 9, 1940, p. 51-63
- (en) « The successful treatment of a case of acute hysterical depression by a return under hypnosis to a critical phase of childhood », Psychoanalytic Quarterly, 10, 1941, p. 583-609

Avec Sydney G. Margolin
- (en) « A physiological method for the induction of states of partial sleep, and securing free association and early memories in such states », Trans. Amer. Neurol. Ass., 68, 1942, p. 136-139
- (en) « An aparatus for the use of breath sounds as a hypnagogic stimulus », American journal of psychiatry, 100, 1944, p. 610
- (en) « The process of hypnotism and the nature of the hypnotic state », American journal of psychiatry, 100, 1944, p. 611-622